# Tay Ninh (provincie)
Tay Ninh (vietnamsky Tây Ninh) je provincie na jihu Vietnamu. Žije zde přes 1 milion obyvatel, hlavní město je Tay Ninh.

## Geografie
Provincie leží na jihu Vietnamu. Sousedí s provinciemi Long An, Ho Či Minovým Městem, Binh Duong a Binh Phuoc.